# Трайко Павлов
Трайко Георгиев Павлов Койкаров, наричан Брадата, е български революционер, паланечки войвода на Вътрешната македоно-одринска революционна организация и на Вътрешната македонска революционна организация.

## Биография
Павлов е роден в 1876 година в паланечкото село Псача, тогава в Османската империя, днес в Северна Македония. Завършва I прогимназиален клас. Влиза във ВМОРО и става четник при Никола Пушкаров. Участва в Илинденско-Преображенското въстание през лятото на 1903 година.
От 1909 година Павлов е самостоятелен войвода в родния си край.
При избухването на Балканската война в 1912 година е войвода на чета № 47 на Македоно-одринското опълчение, с която участва в освобождаването на Крива паланка и заедно с четите на Даме Мартинов и Тодор Оровчанов освобождават Велес на 5 октомври и на 15 го предават на настъпващите сръбски части.
| Чета № 47 на МОО с командир Трайко Павлов | Чета № 47 на МОО с командир Трайко Павлов | Чета № 47 на МОО с командир Трайко Павлов | Чета № 47 на МОО с командир Трайко Павлов | Чета № 47 на МОО с командир Трайко Павлов | Чета № 47 на МОО с командир Трайко Павлов |
| Номер                                     | Име                                       | Години                                    | Околия                                    | Селище                                    | Бележка                                   |
| ----------------------------------------- | ----------------------------------------- | ----------------------------------------- | ----------------------------------------- | ----------------------------------------- | ----------------------------------------- |
|                                           | Ангел Стоянов                             | 25                                        | Кратовско                                 | Одрено                                    |                                           |
|                                           | Богдан Якимов                             | 31                                        | Кривопаланско                             | Гиновци                                   |                                           |
|                                           | Веселин Денков                            | 25                                        | Кривопаланско                             | Псача                                     |                                           |
|                                           | Йосиф Спасев Величков                     | 27                                        | Кривопаланско                             | Радибуш                                   |                                           |
|                                           | Йосиф Давидов                             | 30                                        | Кривопаланско                             | Милутинце                                 |                                           |
|                                           | Йосиф Спасов                              | 25                                        | Кривопаланско                             | Криви камен                               |                                           |
|                                           | Максим Попсерафимов                       | 21                                        | Кривопаланско                             | Псача                                     | бронзов медал                             |
|                                           | Никола Савов                              |                                           | Кривопаланско                             | Радибуш                                   |                                           |
|                                           | Савко (Софко) Якимов                      | 23                                        | Кривопаланско                             | Псача                                     |                                           |
|                                           | Станко Цветков                            | 29                                        | Кривопаланско                             | Милутинце                                 |                                           |
|                                           | Стефан Ангелов                            |                                           | Кривопаланско                             | Радибуш                                   | орден „За храброст“ ІV степен             |
|                                           | Стефан Анчин                              | 24                                        | Кривопаланско                             | Радибуш                                   |                                           |
|                                           | Стоян Митов                               | 30                                        | Кривопаланско                             | Милутинце                                 | орден „За храброст“ ІV степен             |
|                                           | Тодос Тодоров                             | 27                                        | Кривопаланско                             | Милутинце                                 |                                           |
|                                           | Янко Павлов                               | 35                                        | Кривопаланско                             | Милутинце                                 |                                           |

След като родния му край попада в Сърбия след Междусъюзническата война Павлов продължава с революционната си дейност и в 1914 - 1915 година оглавява чета на ВМОРО.
| Четата на Трайко Павлов, 1914 година | Четата на Трайко Павлов, 1914 година | Четата на Трайко Павлов, 1914 година | Четата на Трайко Павлов, 1914 година | Четата на Трайко Павлов, 1914 година |
| Номер                                | Име                                  | Селище                               | Околия                               | Забележка                            |
| ------------------------------------ | ------------------------------------ | ------------------------------------ | ------------------------------------ | ------------------------------------ |
| 1.                                   | Трайко Павлов                        | Псача                                | Паланечко                            |                                      |
| 2.                                   | Ангел Трайков                        | Псача                                | Паланечко                            |                                      |
| 3.                                   | Теодос Мадаров                       | Милотинци                            | Паланечко                            |                                      |
| 4.                                   | Йосиф Спасев                         | Радибуш                              | Паланечко                            |                                      |
| 5.                                   | Стоян Йосев                          | Псача                                | Паланечко                            |                                      |
| 6.                                   | Геошо Николин                        | Одрано                               | Кратовско                            |                                      |
| 7.                                   | Мирон Алексов                        | Крилатица                            | Паланечко                            |                                      |
| 8.                                   | Стоян Андонов                        | Мождивняк                            | Паланечко                            |                                      |
| 9.                                   | Андон Петков                         | Опила                                | Кратовско                            |                                      |
| 10.                                  | Тодор Илиев                          | Долино                               | Неврокопско                          |                                      |
| 11.                                  | Стоян Иванов                         | Кнежево                              | Кратовско                            |                                      |
| 12.                                  | Коле Мишев                           | Кнежево                              | Кратовско                            |                                      |
| 13.                                  | Христо Колев                         | Карвак                               | Кратовско                            |                                      |
| 14.                                  | Серафим Спасев                       | Станци                               | Паланечко                            |                                      |
| 15.                                  | Ангел Стоянов                        | Кнежево                              | Кратовско                            |                                      |
| 16.                                  | Коце Димитров                        | Станци                               | Паланечко                            |                                      |
| 17.                                  | Иван Пешов                           | Станци                               | Паланечко                            |                                      |
| 18.                                  | Яким Христов                         | Станци                               | Паланечко                            |                                      |
| 19.                                  | Илия Митов                           | Дурачка река                         | Паланечко                            |                                      |
| 20.                                  | Глигор Цветанов                      | Конопница                            | Паланечко                            |                                      |

През Първата световна война служи в Пети пехотен македонски полк на 11 дивизия. Участва в потушаването на Топлишкото въстание като командир на партизански взвод.
След войната участва във възстановяването на ВМРО.
Делегат е на Шестия конгрес на Илинденската организация.